# Carcere dell'Asinara
Il carcere dell'Asinara è stato un penitenziario attivo nell'isola sarda dell'Asinara, facente parte del comune di Porto Torres. Fu istituito nel 1885 e dismesso nel 1998. Nel 2002 l'intera isola è stata dichiarata Parco nazionale dell'Asinara.

## Storia
Il distaccamento di Fornelli è stata la prima sezione carceraria costruita sull'isola. Ne vennero successivamente aperte altre ed alcune furono adibite a colonie penali agricole. Questo carcere è stato utilizzato durante gli anni di piombo per la reclusione di membri delle Brigate Rosse. In quell'occasione furono attrezzate le celle di massima sicurezza.
In seguito a un tentativo di insurrezione, avvenuto il 2 ottobre del 1979, la sorveglianza a Fornelli fu notevolmente rafforzata.
All'Asinara soggiornarono i giudici Giovanni Falcone e Paolo Borsellino, che trascorsero un breve periodo sull'isola per motivi di sicurezza personale (i due giudici dovettero pagare allo Stato le spese tenute da loro stessi sull'isola per il loro soggiorno forzoso nella foresteria nuova di Cala d'Oliva).
Molti detenuti mafiosi sottoposti al regime del carcere duro (secondo l'articolo 41-bis della legge del 26 luglio 1975, n. 354) sono stati reclusi in questo carcere nel periodo compreso tra il 2 settembre del 1992 sino al 1995. Tra i reclusi vi fu anche Salvatore Riina. A cavallo tra gli anni Ottanta e Novanta vi è stato recluso anche il capo della nuova camorra organizzata Raffaele Cutolo.
Per la fruizione dell'ora d'aria, nel carcere di Fornelli e nel bunker di Cala d'Oliva (dov'erano incarcerati Riina, Cutolo e Leoluca Bagarella) furono ricavati dei piccoli cortili per far sì che i detenuti non avessero contatti diretti tra loro.
Il carcere dell'Asinara può considerarsi una sorta di seconda Alcatraz, in quanto anche qui solo un detenuto riuscì a fuggire (il primo settembre 1986) nei suoi 112 anni di attività (contro i 14 tentativi di fuga da Alcatraz): si tratta di Matteo Boe, bandito sequestratore sardo. Il suo complice, Salvatore Duras, fu catturato mentre Boe riuscì a fuggire a bordo di un gommone.
Il 5 novembre 2009 il ministro Angelino Alfano ipotizzò la riapertura del carcere dell'Asinara e di quello di Pianosa, penitenziari nei quali sono stati storicamente detenuti i boss mafiosi in regime di carcere duro.

### La rivolta del 1979
Nel corso degli anni settanta il carcere dell'Asinara era divenuto una delle carceri più idonee dove recludere i militanti delle Brigate Rosse. Le condizioni di vita all'interno del carcere erano inumane, con i detenuti in isolamento perenne e celle molto piccole. Il 2 ottobre 1979 all'interno del carcere scoppiò una rivolta accuratamente organizzata dagli stessi brigatisti reclusi: con l'aiuto dall'esterno, i detenuti erano riusciti ad introdurre in carcere pochi giorni prima un discreto quantitativo di esplosivo. Obiettivo unico dei rivoltosi era quello di rendere inagibile la struttura, così da essere trasferiti altrove. Da tempo infatti le Brigate Rosse definivano il carcere dell'Asinara come un vero e proprio lager italiano.
Il piano scattò quando cinque agenti, poco dopo le 19:00, riaccompagnarono in una delle celle Roberto Ognibene, il brigatista a cui spettava il compito di distrarre la polizia penitenziaria. A quel punto alcune Moka riempite di esplosivo vennero tirate fuori dai nascondigli ed utilizzate come ordigni. Per diverse ore i brigatisti devastarono, usando brande e tavolini come arieti, l’ala del supercarcere di Fornelli, nella speranza di poter guadagnare l’uscita attraverso i tetti. Ma il controsoffitto che metteva in comunicazione le celle, una volta sfondato, rivelò un'altra insormontabile parete di cemento armato. Chiusi all’interno i brigatisti chiesero alla Procura di Sassari di parlare con il magistrato di turno, il sostituto Giovanni Mossa, e con l’allora direttore del supercarcere, Luigi Cardullo. Seguirono ore di tensione e assalti, mentre sull’isola sbarcavano in forze carabinieri, poliziotti e finanzieri che circondarono l’intero perimetro di Fornelli. Dopo diversi assalti, respinti a suon di caffettiere esplosive, l’intero braccio del carcere di Fornelli venne inondato di gas lacrimogeni, sino alla resa dei rivoltosi. Molti detenuti vennero trasferiti all’ospedale di Sassari per essere curati dai sintomi di asfissia e dalle vesciche urticanti provocate dai lacrimogeni.
Il processo che ne seguì, davanti alla Corte d’Assise di Sassari, portò alla condanna a quattro anni di Maurizio Ferrari, Giorgio Panizzari, Arialdo Lintrami, Giorgio Semeria, Angelo Basone, Renato Curcio, Roberto Ognibene, Giuliano Isa, Francesco Bartolazzi, Alberto Franceschini, Tonino Paroli e Lauro Azzolini, riconosciuti responsabili dei reati di detenzione di esplosivo, lesioni e danneggiamento; vennero invece prosciolti dall’accusa più grave, ovvero il tentato omicidio degli agenti di custodia.  

### Altri detenuti famosi
- Giuseppe Calò
- Renato Vallanzasca
- Mario Rossi
- Carmelo Musumeci
- Pasquale Barra
- Valerio Fioravanti
- Pancrazio Chiruzzi
- Santino Di Matteo
- Leonardo Vitale
- Luigi Ilardo
- Mario Tuti
- Pierluigi Concutelli

## La struttura
Chiamato giornalisticamente "L'Alcatraz italiano", in seguito alla rivolta dell'ottobre 1979 il carcere divenne famoso a livello nazionale. Sono stati detenuti nell'isola tra i più pericolosi criminali della Camorra, di Cosa nostra, delle Brigate rosse e dell'Anonima sequestri. In più di cento anni di esercizio nessuno è mai riuscito ad evadere dal carcere ad eccezione del criminale lulese Matteo Boe. Durante entrambe le guerre sono stati detenuti prigionieri politici e migliaia di prigionieri di guerra.
Distaccamento carcerario del bunker di Cala d'Oliva
Una delle sezioni famosa per aver detenuto il mafioso Salvatore Riina.
Distaccamento carcerario di Cala d'Oliva

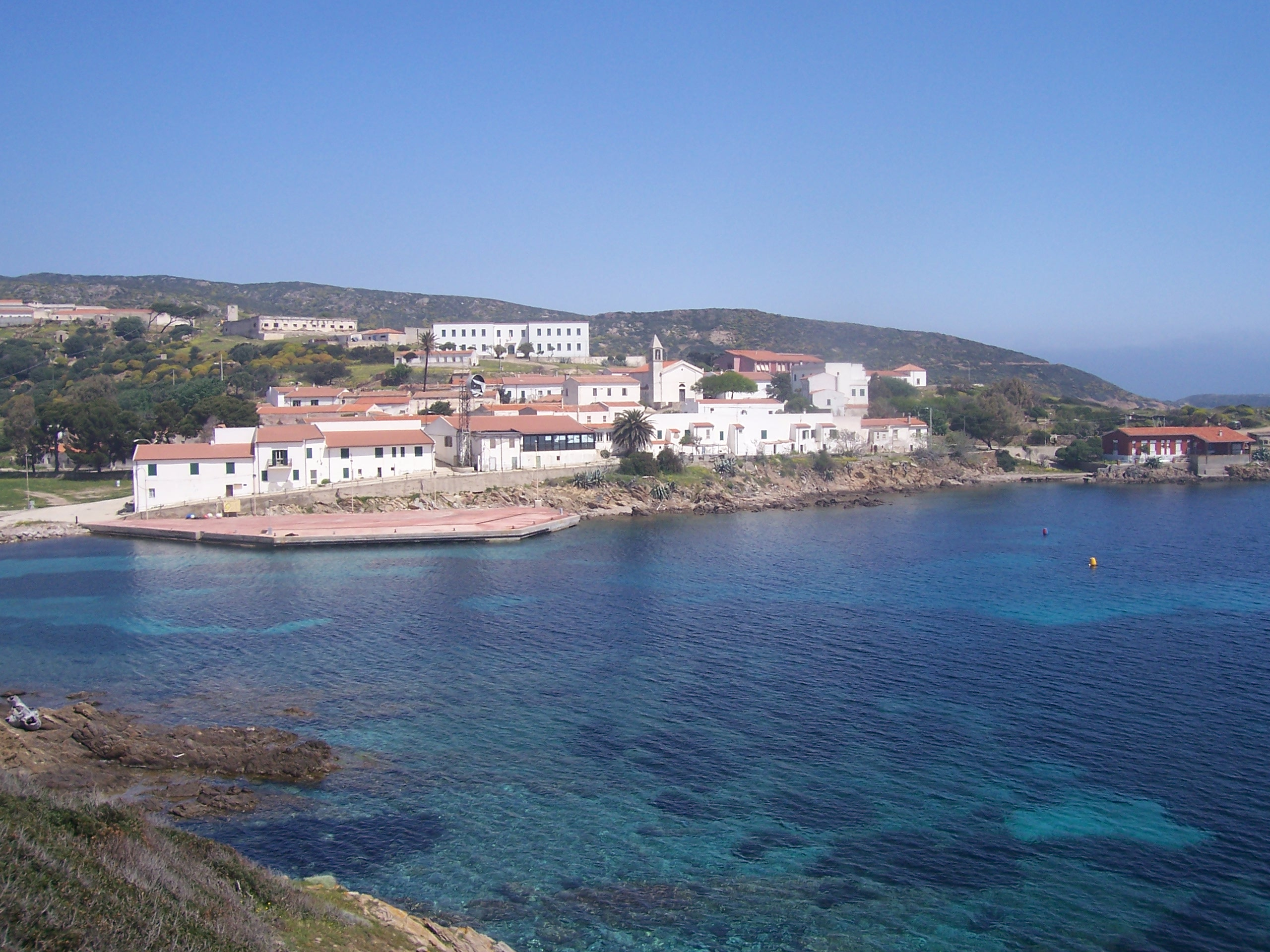
Cala d'Oliva

Nel villaggio di Cala d’Oliva si trovavano la direzione del carcere, gli alloggi degli impiegati, la chiesa, la scuola e la diramazione centrale. Quest’ultima è stata realizzata nei primi anni del secolo scorso come struttura di alloggio per i carcerati della colonia penale. Nel corso degli anni sono stati effettuati numerosi interventi di ampliamento e ristrutturazione, in relazione all’utilizzo del carcere. Per ragioni di sicurezza personale proprio a Cala d'Oliva soggiornarono per un periodo Giovanni Falcone e Paolo Borsellino.
Distaccamento carcerario di Fornelli
Altro distaccamento del carcere dell'Asinara famoso per aver ospitato un gran numero dei più pericolosi criminali degli anni di piombo. A Fornelli era ubicato il carcere di massima sicurezza, ampliato alla fine dell’ottocento e utilizzato come tubercolosario durante la seconda guerra mondiale. Gli anni del carcere di massima sicurezza iniziarono il 25 giugno 1971 con l’arrivo di 15 presunti mafiosi, ai quali, nel mese di settembre, se ne aggiunsero altri 18. Con il passare degli anni il numero dei criminali aumentava sempre più e così i reclusi iniziarono ad essere destinati ad altre diramazioni e solo quelli più pericolosi restavano a Fornelli. La sera del 2 ottobre del 1977 vi fu una ribellione molto violenta che venne sedata solo il giorno successivo. La struttura venne così rinforzata con nuove sbarre alle finestre ed alle porte, molto più robuste e sicure rispetto alle precedenti. Venne posta un’asta per bloccare la porta che dava l’accesso al cortile per “l’ora d’aria” e che consentiva l’ingresso dei detenuti solo uno alla volta ed inoltre, onde evitare contatti tra le stesse persone, di volta in volta veniva cambiata la provenienza di cella, ciascuna delle quali ospitava al massimo due individui. Gli armadietti in legno vennero sostituiti con degli armadietti in metallo fissati al muro, così come le scrivanie ed i letti. Nei corridoi vennero messi dei cancelli che separavano nel braccio un numero minimo di celle e, per ogni cancello, rimaneva una sentinella a fare il suo turno. I corridoi, i cortili, nonché i punti più nevralgici delle aree più frequentate, venivano sorvegliati con dei sistemi di telecamere; vi era anche un circuito elettronico esterno, costruito su una recinzione molto vasta ma poi, a causa delle frequenti intrusioni da parte di animali selvatici, venne disabilitato. Nel 1983 soggiornò nell’isola anche Raffaele Cutolo, appartenente alla Nuova Camorra Organizzata. In quel periodo i detenuti venivano suddivisi nelle carceri anche a seconda della famiglia di appartenenza: quelli che stavano dalla sua parte e quelli contro, questi ultimi appartenevano alla cosiddetta “Nuova Famiglia”.
Distaccamento carcerario di Santa Maria
È stata una delle diramazioni più recenti e moderne; qui veniva praticata l’agricoltura utilizzando gli aratri a trazione animale; venivano allevati cavalli, maiali, capre e vitelli. Questa diramazione veniva anche denominata “legione straniera” perché il 95% dei detenuti erano stranieri provenienti da tutto il mondo, algerini, peruviani, portoricani, egiziani, iracheni. Tutti incriminati per spaccio di sostanze stupefacenti.
Distaccamento carcerario di Tumbarino
In un’area priva di terreni coltivabili, si ospitavano dai 10 ai 15 detenuti che avevano il compito di fare provviste di legna e carbone. Qui soggiornavano detenuti con pene molto elevate, persone condannate soprattutto per violenza carnale, i cosiddetti “mangiabambini”, cioè i condannati per pedofilia ed altri crimini a sfondo sessuale.
Distaccamento carcerario di Campu Perdu
Fu istituito dopo il primo conflitto mondiale, riutilizzando le strutture già esistenti e di appartenenza dell’amministrazione militare, furono allestite delle stalle molto moderne con lo scopo di sfruttare i terreni limitrofi molto fertili.
Distaccamento carcerario di Campo Faro
Venne realizzata nei primi anni del Novecento, accanto al cimitero dei soldati italiani.
Distaccamento carcerario di Stretti
Nacque intorno agli anni venti. Aveva vocazione agricola e vennero utilizzate le strutture realizzate dall’amministrazione militare. Ebbe vita fino agli anni sessanta e fu poi abbandonata a causa delle avversità meteorologiche e dei forti venti che colpiscono questa parte dell’isola.
Distaccamento carcerario di Trabuccato
Fu istituito dopo la prima guerra mondiale e qui venivano mandati i detenuti pericolosi, ma non come quelli che soggiornavano a Fornelli, vi erano inoltre detenuti con pene meno gravi e "sconsegnati" (non sottoposti a vigilanza continua), che coltivavano una vigna di circa 5 ettari. Qui le celle, come anche a Campu Perdu, potevano ospitare dalle 10 alle 15 persone ma nei periodi di massima affluenza, con l’utilizzo di letti a castello, vi potevano soggiornare anche 30 detenuti per volta.
Distaccamento carcerario di Case Bianche
A Case Bianche i detenuti erano prevalentemente pastori e venivano denominati “sconsegnati” in quanto non erano sottoposti ad una vigilanza continua. A questi, veniva dato il “vitto in natura”, ossia delle provviste settimanali, poiché dovendo controllare il bestiame non potevano rispettare gli orari della mensa e a volte rimanevano a dormire in apposite strutture situate in prossimità del luogo di lavoro.
Distaccamento carcerario di Elighe Mannu
Come per il distaccamento di case bianche, quello di Elighe Mannu permise di avviare l’attività della "Casa di Lavoro" con cui poté iniziare l’opera di consolidamento post-bellica.